# Solanum spegazzinii
Solanum spegazzinii är en potatisväxtart som beskrevs av Friedrich August Georg Bitter. Solanum spegazzinii ingår i släktet skattor som ingår i familjen potatisväxter. Inga underarter finns listade i Catalogue of Life.

## Bildgalleri

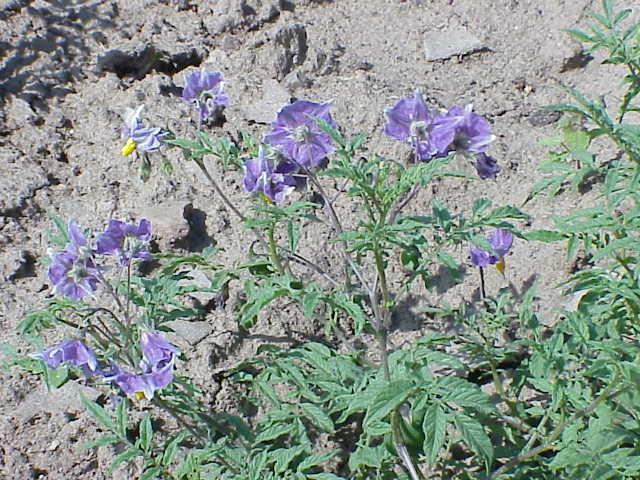
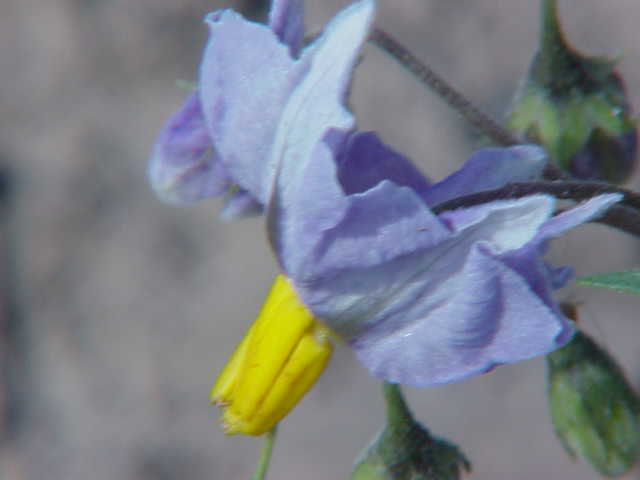
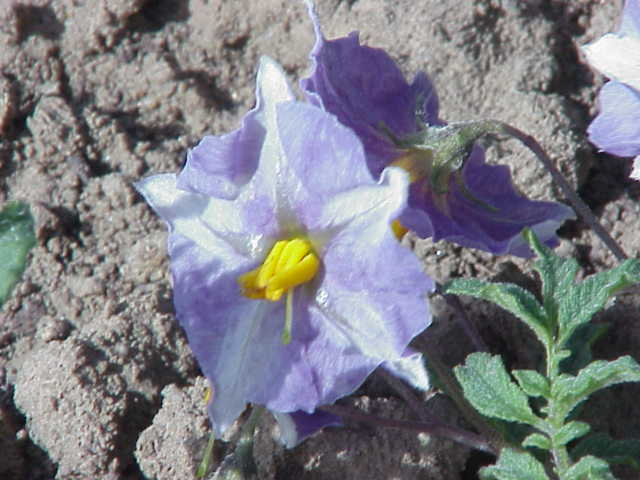
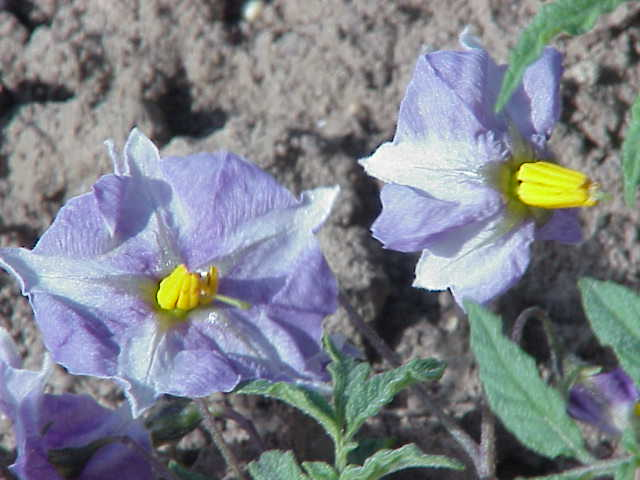
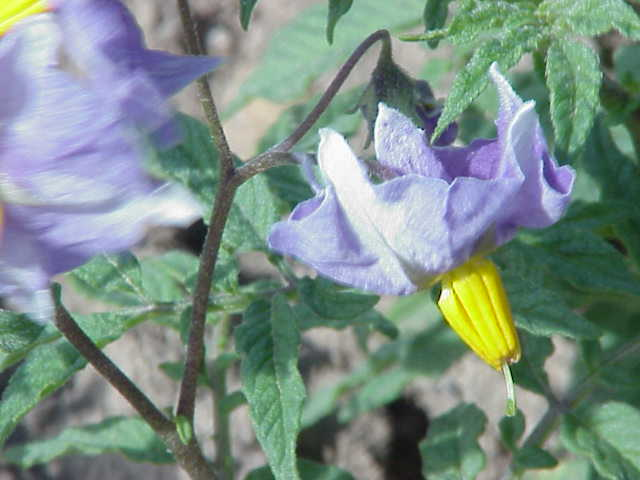